# Schistorhynx
Schistorhynx là một chi bướm đêm thuộc họ Erebidae.

## Loài
- Schistorhynx argentistriga Hampson, 1898
- Schistorhynx unistriga Roepke, 1938